# Sant'Angelo in Pontano
Sant'Angelo in Pontano es una localidad y comune italiana de la provincia de Macerata, región de las Marcas, con 1527 habitantes.
El país es parte de la Comunidad de montaña de los Montes Azules.

## Geografía física
Las coordenadas geográficas que se refiere al centro de la plaza N. A. Angeletti son 43°05'55" N 13°23'51" E; coordenadas UTM de acuerdo con el Sistema de coordenadas universal transversal de Mercator de conocer y utilizar el centro de la plaza son 4.773.262.
El territorio de Sant'Angelo in Pontano se extiende desde el meridiano cuya longitud 0°54'46" E de Monte Mario para que tenga longitud 0°59'20" E siempre desde Monte Mario, al este, y se extiende desde el paralelo 43°04'20" N hasta el paralelo 43°08'13" N.
En dirección este-oeste, la distancia máxima entre dos puntos de la frontera, medida en línea recta, es 5.325 kilómetros. Existe esta distancia entre la frontera de Fiastra, a lo largo del río, a las campanas de San Ginesio y la frontera de Moelano con Falerone. Entre dos puntos de la frontera norte-sur es 6.800 kilómetros entre la Appezzana punto extremo en el camino a San Lorenzo de Loro Piceno y de la frontera con Monte Polino, a Collezampone.
La distancia máxima entre dos puntos de la frontera de 7.575 kilómetros municipio y tiene en diagonal en dirección NE-SW entre la confluencia de Tifa coll'Ete muerto, a Salti, y la frontera con Gualdo a Collezampone hacia Villa Morrone.

## Historia
En la época romana este territorio iba a ser un vicus o pagus. Con la llegada del cristianismo empezò a difundir el culto de San Miguel Arcángel que, incluso hoy en día, aparece en el nombre y el escudo de armas. En la época lombarda el país había alcanzado un tamaño considerable y fue parte del Ducado de Spoleto, más precisamente en gastaldato Ponte, por lo tanto "in Pontano" añadido al nombre de esta estación para distinguirlo de otros homónimos.
En el siglo VII se construyó el convento de Santa Maria delle Rose por los benedictinos y poco después de que el país quedó bajo el control de la Abadía de Farfa. En el siglo X se toman el poder de los nobles locales. En diciembre de 1263, Sant'Angelo in Pontano se fue a convertirse en común libre, pero después de unos años, se somete a la ciudad de Tolentino, y luego en Fermo. A mediados del siglo XIV, tras el intento cardenal Gil Álvarez de Albornoz para reducir los castillos de la marcha bajo el gobierno del Papa, Sant'Angelo fue sitiado y conquistado por las tropas papales.
En 1413 fue poseído por el Da Varano y luego regresar en Fermo, veinte años más tarde, después de la campaña de Francesco Sforza. Asumido por el Papa, fue saqueado y gravemente dañado. Pronto, sin embargo, ellos estaban reparando el daño y volvieron a formar parte del territorio de Fermo que siguió a la fortuna hasta la era napoleónica cuando fue incluido en el Departamento de Tronto. En 1860, en el momento de la supresión de la provincia de Fermo, se convirtió en parte de la provincia de Macerata.

## Monumentos y lugares de interés

### Colegiata del Santísimo Salvador
La iglesia, en las fechas de estilo románico-gótico de la primera mitad del siglo XII. El interior está dividido en tres naves, la del medio tiene un techo atado, mientras que los laterales se cruzan. La planta se convirtió en una cruz griega con la adición de dos capillas laterales en el año 1700.
La cripta, al igual que el campanario se añadió en el siglo XIV y es tan grande como la iglesia anterior, con arcos de ladrillo y bóvedas.
Dentro de varios agua bendita extraída de capitales antiguas, y en la cuarta columna de la derecha, un fresco, que podría ser atribuido al círculo de Salimbeni de Sanseverino, que representa la Virgen con el Niño.
Desde 1169 tenemos noticia de la cerca Canonica, dirigido por un abad y fiel a la regla de San Agustín. Se convirtió en un priorato y, en 1807, arciprestazgo.

### Iglesia de San Miguel
Dedicada a San Miguel Arcángel de la cual la ciudad toma su nombre. Antes de la construcción de la actual iglesia había una capilla langobarda de los cuales un bajorrelieve fuera de las pistas de construcción.

### Rocca di San Filippo
Que data del siglo XIII y posteriormente ampliado, que se encuentra fuera de la ciudad. En los alrededores había una iglesia (siglo XVII), de la que la fortaleza se nombra.

### Iglesia de San Nicolás
Dedicada al santo patrón del país, que se sitúa en la parte superior, una plaza con vistas panorámicas junto al convento agustino. Construida en la segunda mitad del siglo XV en la iglesia preexistente dedicada a San Agustín y reestructurado a finales del siglo XVIII. En el interior, la capilla de San Nicolás, frescos y valiosas obras de talla de madera hecha en las primeras décadas del siglo XVII.

### Otros lugares
La torre Ciudadana de reloj: los primeros registros datan de 1397.
Piazza Angeletti: el punto de encuentro plaza del pueblo y de la vida social del país.

## Personas célebres
- San Nicolás (dicho de Tolentino) (Sant'Angelo in Pontano 1245 - Tolentino 1305).
- Nicola Antonio Angeletti, protagonista y patriota del Risorgimento italiano (Sant'Angelo in Pontano 1791 - Sant'Angelo in Pontano 1870)
- Francesco Rampichini, científico químico, inventor, (S. Angelo 1878 - Milán 1958)
- Leonardo Zega, sacerdote y periodista director de Familia Cristiana, (Sant'Angelo in Pontano, 19 de abril de 1928 - Milán, 5 de enero de 2010)
- Enrico Gibellieri (Sant'Angelo in Pontano 1947). Último Presidente de la CECA (doc. Archivio CVCE).
- Gaetano Brinciotti

## Evolución demográfica
| Gráfica de evolución demográfica de Sant'Angelo in Pontano entre 1861 y 2001 |
|                                                                              |
| Fuente ISTAT - elaboración gráfica de Wikipedia                              |